# Christiansfeld
Christianfeld est une ville de la commune de Kolding dans la région du Danemark du Sud.